# Farysia microspora
Farysia microspora är en svampart som beskrevs av Vánky & McKenzie 2009. Farysia microspora ingår i släktet Farysia och familjen Anthracoideaceae.   Inga underarter finns listade i Catalogue of Life.